# Корінь і крона
«Корінь і крона» — серія книжкових видань Державного архіву Тернопільської області. Започаткована з ініціативи директора ДАТО Богдана Хаварівського і редактора Богдана Мельничука.
Вийшло 38 випусків у 1994—2005 роках, зокрема:
- В. Кассараба. Мій подарунок.
- Мельничук Б., Матейко Р. Шляхами стрілецької слави.
- Підгаєччина в спогадах емігрантів.
- Гайдай О., Хаварівський Б. Біфони.
- Гудима А. Почаївський монастир в історичній долі українства.
- Дорош Є. Степан Качала.
- «Журавлина» книга. Тернопільська українська західна діаспора: Словник імен. Частина 1.
- Філь Є. та ін. Акт відновлення Української держави 30 червня 1941 року та діяльність похідних груп.